# 南十字星 (小説)
『南十字星』（みなみじゅうじせい、原題 仏: L'Étoile du sud ）は、1884年に刊行されたジュール・ヴェルヌの冒険小説。

## 概要
アンドレ・ローリー（André Laurie（パスカル・グルーセ （Paschal Grousset））の書いた草稿をヴェルヌが書き改めたもの。ヴェルヌの作品には定番となっている登場人物間の対立がここでもあり、守銭奴の大地主と宝石細工職人の対立などが描かれる。

## あらすじ
ダイヤモンドで一山当てようと人々が集まる南アフリカのグリカランドで、学術的な調査のために訪問した鉱山技師のシプリアン・メレは、アリス・ワトキンズと恋に落ちる。大地主である父親を訪問するが、貧乏であることを理由として認められなかったので、メレはダイヤモンドの採掘に邁進し、巨大ダイヤモンドである「南十字星」を発見する。しかし、その希少さゆえに陰謀に巻き込まれる。

## 登場人物
- シプリアン・メレ (Cyprien Méré) - 鉱山技師。巨大ダイヤモンド「南十字星」を発見する。
- アリス・ワトキンズ (Alice Watkins) - シプリアンとは恋仲の才色兼備の女性。ジョン・ワトキンズのひとり娘。
- ファラモン・バルテス (Pharamond Barthès) - シプリアンとは旧知の仲で、原住民の部族長とも親交がある冒険家。
- マタキット (Matakit) - シプリアンの下で働くカフラリヤ人。
- ジョン・ワトキンズ (John Watkins) - ダイヤモンドで財を成したグリカランドの大地主。娘アリスとシブリアンの結婚に反対する。
- ヤコブス・ファンデルガールト (Jacobus Vandergaart) - ワトキンズの商売敵の宝石加工職人のオランダ人。守銭奴のワトキンズとは正反対の頑固一徹を地で行くタイプ。
- 李 (Lî) - 広東生まれの中国人。

## 日本語訳
- 『南十字星』曽根元吉 訳、中央公論社「新集 世界の文学20 ヴェルヌ」、1972年
- 『南十字星』曽根元吉 訳、中公文庫、1973年、復刊1990年